# Пейре Карденаль
Пе́йре Кардена́ль (окс. Pèire Cardenal), 1180 - 1278) - знаменитий провансальский трубадур кінця XII й початку XIII століття.
Із знатного роду, в молодості був ченцем, потім віддався радощам світського життя, користувався прихильністю короля Хайме I Арагонського, помер, трохи не доживши до ста років. Збереглися близько 70 віршів Карденаля, в основному - mune Sirvente ( сірвенти). У них він виступає щирим шанувальником графа Раймунда VII Тулузького і радіє невдачам хрестоносців в боротьбі проти альбігойців. У своїх віршах він висміював церкву, кардиналів, папу. За середньовічним життєписом «він засуджував зло цього світу і невірність кліриків». З 70 творів Карденаля три кансони - пародії, що висміюють куртуазні звичаї.